# مهدی محمدیان
مهدی محمدیان (انگلیسی: Mahdi Mohammadian؛ زادهٔ ۵ مارس ۱۹۹۷) بازیکن فوتبال است.
از باشگاه‌هایی که در آن بازی کرده‌است می‌توان به باشگاه فوتبال تراکتور تبریز اشاره کرد.